# Болдырев, Александр Иванович
Александр Иванович Болдырев (1923—1999) — полковник Советской Армии, участник Великой Отечественной войны, Герой Советского Союза (1945).

## Биография
Родился 6 июня 1923 года в деревне Чуево-Подгорное (ныне — Уваровский район Тамбовской области) в семье крестьянина. Получил неполное среднее образование.
В октябре 1942 года был призван на службу в Рабоче-крестьянскую Красную Армию Уваровским районным военным комиссариатом Тамбовской области. В 1943 году окончил танко-техническое училище в Челябинске, после чего был направлен на фронт. С 28 августа 1943 года находился в действующей армии. Участвовал в боях на Воронежском, 1-м Украинском и 1-м Белорусском фронтах. К апрелю 1945 года был механиком-водителем САУ-122 347-го гвардейского самоходного артиллерийского полка 1-го механизированного корпуса 2-й гвардейской танковой армии 1-го Белорусского фронта.
Отличился во время Берлинской операции. 21 апреля 1945 года экипаж САУ Болдырева первым в своём подразделении ворвался в город Мальхов под Берлином. В ходе уличных боёв в Мальхове и Берлине сумел преодолеть 3 уличные баррикады, уничтожить огнём и гусеницами 12 пулемётов, 1 танк, 6 орудий, а также большое количество вражеских солдат и офицеров.
Указом Президиума Верховного Совета СССР от 31 мая 1945 года за «мужество и героизм, проявленные в Берлинской операции» гвардии техник-лейтенант Александр Болдырев был удостоен звания Героя Советского Союза с вручением ордена Ленина и медали «Золотая Звезда» за номером 5844.
После окончания войны уволен в запас, после чего работал на московском заводе. В 1951 году окончил металлургический техникум. В 1952 году повторно был призван в Советскую Армию, окончил Военно-инженерную академию. Служил в войсках, был преподавателем в военном училище. В 1978 году в звании полковника был уволен в запас. Проживал в Тушинском районе Москвы, умер 15 июля 1999 года, похоронен на Митинском кладбище.
Был также награждён орденом Красного Знамени, двумя орденами Отечественной войны 1-й степени, орденами Красной Звезды и «За службу Родине в ВС СССР» 3-й степени, а также рядом медалей.

## Память
На доме, где жил А. И. Болдырев, установлена мемориальная доска.